# Westerlund 1-237

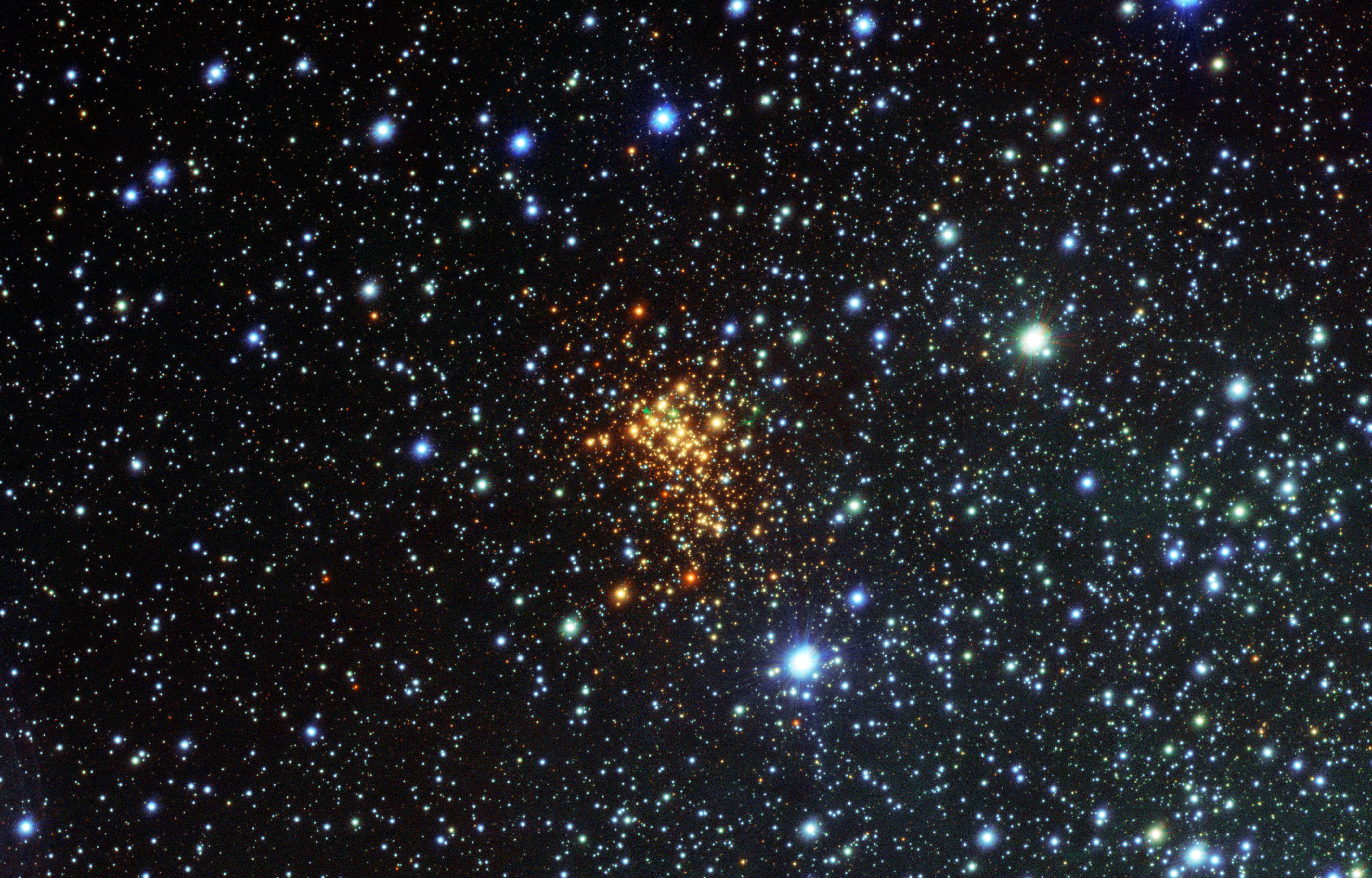
Westerlund 1 superstjärnhop.Platsen för Wd 1-237 är inringad. Foto: ESO.

Westerlund 1-237 eller Wd 1-237, är en tänkbar röd superjätte (RSG) belägen i superstjärnhopen Westerlund 1 i norra delen av stjärnbilden Altaret. Den är en av fyra kända röda superjättar i superstjärnhopen Westerlund 1. Som en röd superjätte skulle den vara en av de största kända stjärnorna och en av de mest ljusstarka i sitt slag.

## Egenskaper

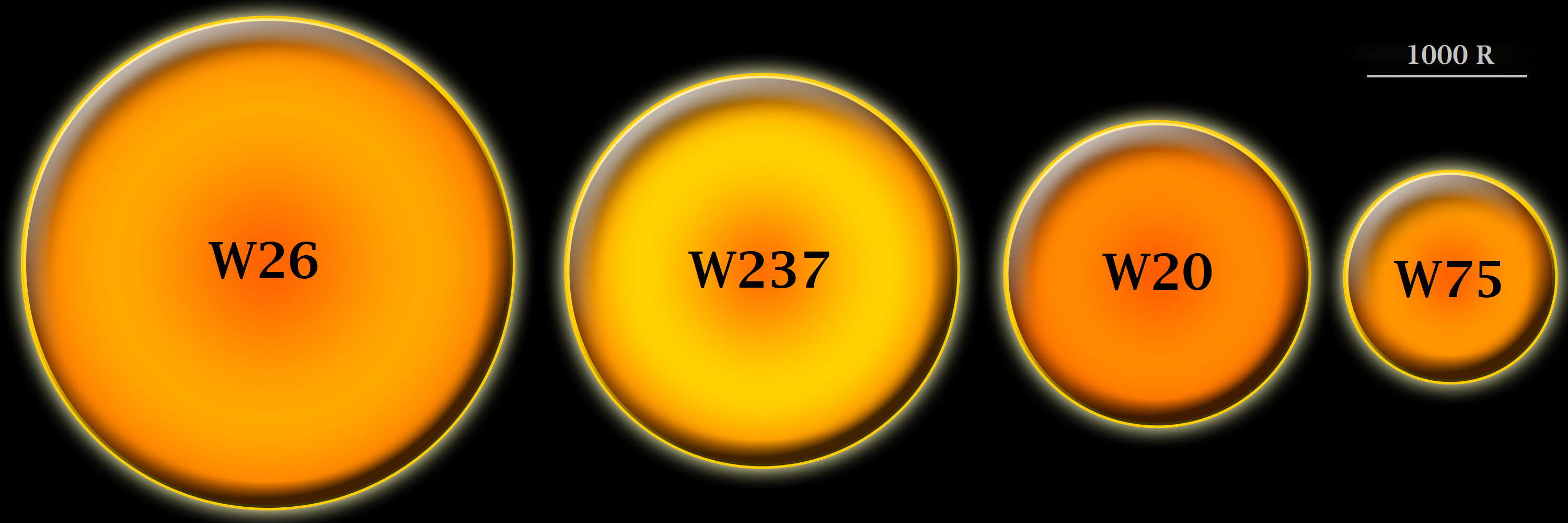
Westerlund 1-237 jämförd med de andra 3 RSG:er i stjärnhopen Westerlund 1.

Westerlund 1-237 klassificeras som en ljusstark, kall superjätte som avger det mesta av sin energi i det infraröda spektrumet. Den är omgiven av en radionebulosa som har en liknande massa som Westerlund 1-20 och Westerlund 1-26, och dessutom direkt jämförbar med VY Canis Majoris. Den elliptiska strukturen hos nebulosan tyder dock på att den har påverkats mindre av Westerlund 1:s stjärnhopvind (W20 och W26 har utpräglat kometformade nebulosor). Utflödeshastigheten för RSG-vinden antas vara cirka 30 km/s. Själva nebulosan verkar ha en massa på 0,07 solmassa och en radie på cirka 0,11 parsec. Detta resulterar i en kinematisk ålder på cirka 3 600 år och en tidsgenomsnittlig massförlusthastighet på 2×10−5 solmassa per år.
Stjärnan ligger i det övre högra hörnet av Hertzsprung-Russell-diagrammet. Med en effektiv temperatur på 3 550 K och en bolometrisk luminositet på 219 000 gånger solens skulle radien för Westerlund 1-237 vara 1 241 gånger solens radie, vilket gör den större än Jupiters omloppsbana. Den ursprungliga massan för W237 har beräknats utifrån dess position i förhållande till teoretiska stjärnutvecklingsbanor till cirka 28 eller 32 solmassor för en icke-roterande stjärna.

## Avstånd
Avståndet till Westerlund 1-237 antas vara cirka 8 500 +2 000−1 300 ljusår eller 2 600 +600−400 parsec baserat på att den allmänt anses ingå i stjärnhopen Westerlund 1 (den elliptiska formen på dess nebulosa tyder på att den kanske inte befinner sig nära centrum av W1, medan andra RSG:er som W20 och W26 gör det). En annan men äldre källa antyder ett liknande avstånd på 3nbsp;000 ± 500 parsec.
Westerlunds analys från 1987 tilldelade W1-237 en spektraltyp av M6+ III och ansåg den vara en förgrundsjätte med en luminositet på endast cirka 1 000 gånger solens. Gaia Data Release 2 ger en parallax på 1,64 ± 0,2608 mas för W237, vilket innebär ett avstånd på 623 +139−96 parsec och en luminositet på 7 178 – 7 379 gånger solens med en motsvarande radie på 216 solradier. År 2020 reviderades parallaxen till det mycket mindre värdet 0,3370 ± 0,1235 mas, vilket motsvarar ett avstånd på 2 967 ± 1 087 parsec (9 670 ± 3 540 ly).